# Dorsoduro

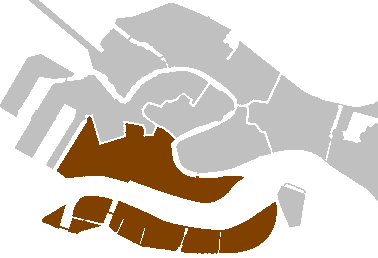
Poloha čtvrti Dorsoduro

Dorsoduro je jednou ze šesti čtvrtí (sestiere) Benátek, ležící na jihozápadě města. Patří k ní ostrov Giudecca, i část kanálu Grande.

## Název
Jméno okrsku v italštině znamená suchý hřbet.

## Památky

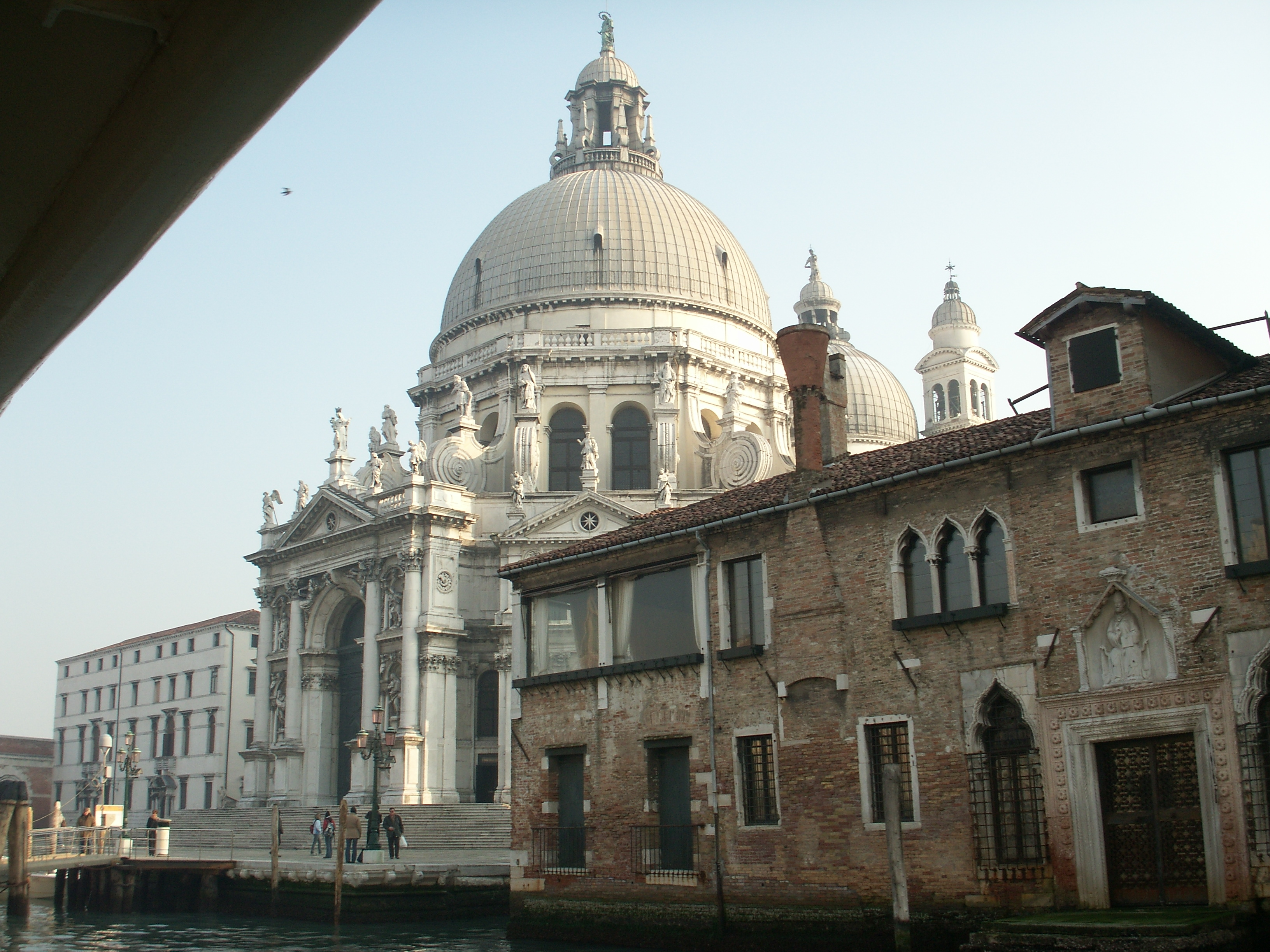
Bazilika Santa Maria della Salute

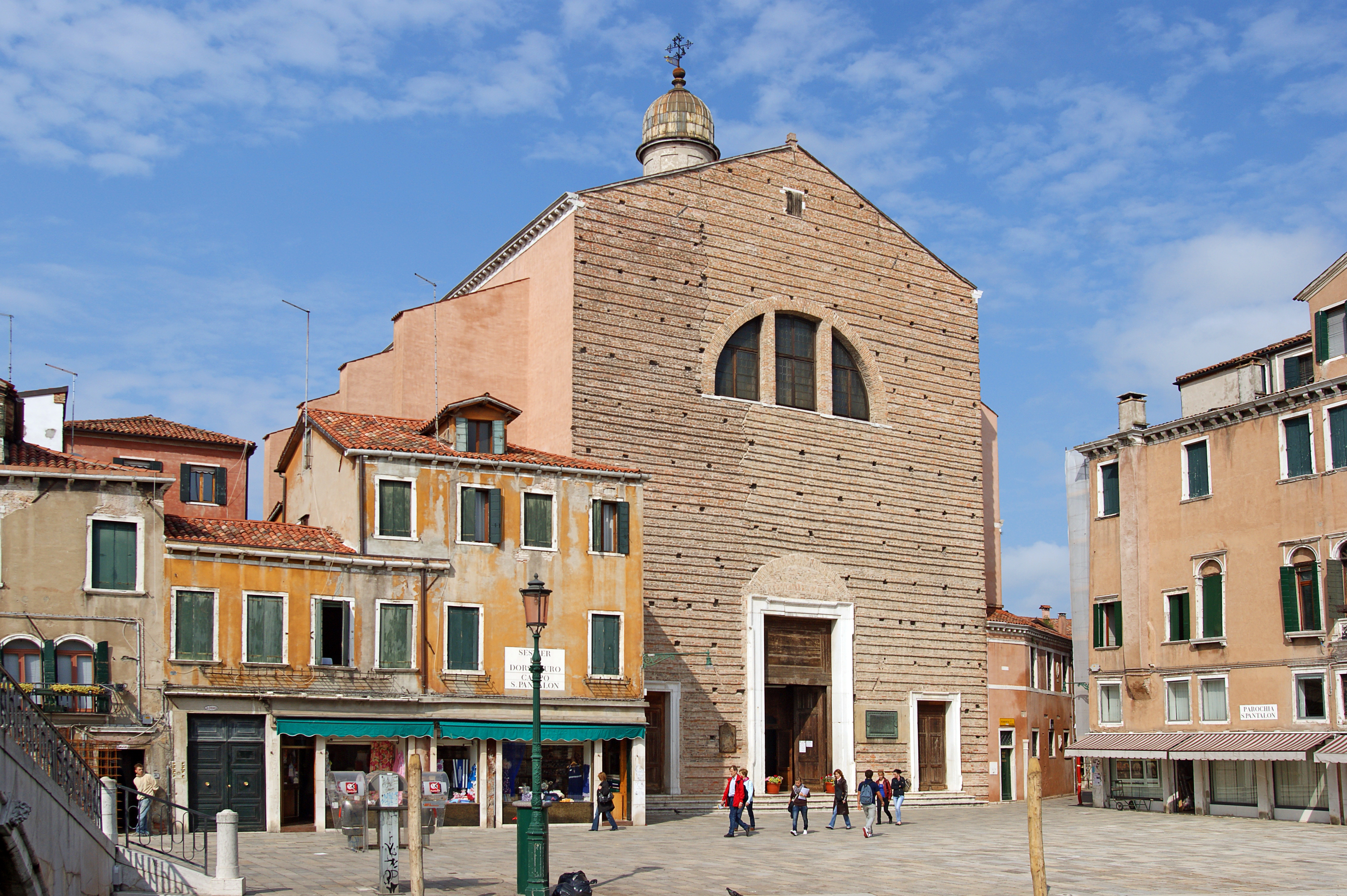
Kostel San Pantaleon

### Kostely
- basilika di Santa Maria della Salute
- San Gregorio, bývalý kostel s klášterem z 15. století
- San Pantaleon z konce 17. století
- San Sebastiano, na jehož výzdobě se podílel i Paolo Veronese
- San Trovaso
- Sant'Angelo Raffaele
- Santa Maria del Carmelo
- Santa Maria del Rosario, kostel benátského řádu Chudých jesuatů

### Paláce
- Palazzo Balbi, nyní kancelář prezidenta regionu
- Palazzo da Mula
- Palazzo del Seminario, dnes pinakotéka
- Palazzo Stern, novogotická budova z počátku 20. století
- Ca´Rezzonico, dnes muzeum benátského umění z 18. století

### Muzea
- Galerie Peggy Guggenheimové v paláci Venier dei Leoni
- Gallerie dell'Accademia